# Distrito Administrativo de Novomoskovsky
El Distrito Administrativo de Novomoskovsky (del ruso: Новомоско́вский администрати́вный о́круг, Novomoskovskiy administrativnyy okrug'), es uno de los doce distritos (okrugs) administrativos de Moscú, Rusia. Fue fundado en 2012 y forma, junto con el de Troitsky, los dos últimos distritos administrativos en ser anexionados a la capital. El centro administrativo de Novomoskovsky es la ciudad de Moskovsky.
En el momento de la formación incluyó los siguientes asentamientos, que anteriormente pertenecían a los distritos de Leninsky, Naro-Fominsky y Podolsky del óblast de Moscú:
- Moskovsky;
- Shcherbinka;
- Kokoshkino;
- Desyonovskoye;
- Filimonkovskoye;
- Marushkinskoye;
- Mosrentgen;
- Ryazanovskoye;
- Sosenskoye;
- Vnukovskoye;
- Voskresenskoye.